# Цивільний кодекс Швейцарії
Цивільний кодекс Швейцарії (SR 210, нім. Schweizerisches Zivilgesetzbuch; фр. Code civil suisse; італ. Codice civile svizzero; ромш. Cudesch civil svizzer) — цивільний кодекс, що діє у Швейцарії та регулює відносини між особами. Уперше був ухвалений 1907 року.
На документ значною мірою вплинув німецький цивільний кодекс і частково французький цивільний кодекс, проте більшість науковців у царині порівняльного права, зокрема К. Цвайґерт і Родольфо Сакко, стверджують, що швейцарський кодекс походить від чіткої парадигми цивільного права.

## Історія та впливи
Кодифікований закон офіційно називається Швейцарський цивільний кодекс від 10 грудня 1907 року за датою ухвалення. Набув чинності з 1 січня 1912 року. Документ підготував Ойген Губер. Згодом на французьку мову переклав Віргіль Россел, а італійську — Бренно Бертоні. Ретороманська мова на той час ще не була офіційною мовою.
Цивільний кодекс Турецької Республіки, дещо змінену та вдосконалену версію Швейцарського кодексу, ухвалили в 1926 році в ході масштабних реформ уряду Кемаля Ататюрка щодо перетворення Туреччини в світську державу. Кодекс також вплинув на кодекси кількох інших держав, таких як Перу.
1911 року ухвалили Швейцарський кодекс зобов'язань, що розглядається як п'ята унікальна частина цивільного кодексу Швейцарії. Таким чином, цей окремий кодекс був визнаний першим цивільним кодексом, що містив норми торгового права.

## Структура
Швейцарський цивільний кодекс містить понад дві тисячі статей. У вступі визначено принципи застосування цивільного права:
1. Закон застосовується відповідно до його формулювання або інтерпретації правових питань, щодо яких він містить положення.
2. За відсутності положення, суд виносить рішення відповідно до звичаєвого права, а за відсутності звичаєвого права — у відповідності з нормою, яку б він прийняв як законодавець.
3. Суд повинен слідувати установленій доктрині та прецедентному праву.

Структура Швейцарського цивільного кодексу:
- Книга перша — «Суб'єкти права — фізичні та юридичні особи»;
- Книга друга — «Сімейне право»;
- Книга третя — «Спадкове право»;
- Книга четверта — «Речове право»;
- Книга п'ята — «Зобов'язальне право» (1911 року).

П'ята книга складається з розділів:
- I — «Загальні положення про зобов'язання»;
- II — «Окремі види зобов'язань»;
- III — «Торгові товариства»;
- IV — «Торгова реєстрація, право на фірму, торгове рахівництво»;
- V — «Цінні папери».